# Gian Luca Schulz
Gian Luca Schulz (* 14. Januar 1999 in  Berlin) ist ein deutscher Fußballspieler.

## Werdegang

### Jugend-Fußball
Schulz begann das Fußballspielen bei Hertha BSC, bevor er sich spätestens 2010 der Jugend von Tennis Borussia Berlin anschloss. Dort spielte er in Saison 2015/16 in der B-Junioren-Bundesliga. Mit der Borussia belegte er den 8. Tabellenplatz und wurde in 22 Spielen, in denen er zwei Tore erzielen konnte, eingesetzt. Anschließend schloss er sich zwei Jahre der U-19 des 1. FC Union Berlin an und spielte 2016 unter anderem im Achtelfinale des DFB-Junioren-Vereinspokals gegen die U-19 des FC Energie Cottbus’ und schied mit 0:4 aus dem Wettbewerb aus. Union Berlin gelang 2017 der Aufstieg aus der Regionalliga Nordost in die A-Junioren-Bundesliga. In der Folgesaison konnte er 21 Einsätze verbuchen und schaffte knapp den Klassenerhalt.

### Herren-Fußball
2018 schloss er sich dem in der Regionalliga Nordost spielenden FSV Union Fürstenwalde an. Er belegte mit Fürstenwalde am Saisonende den 13. Tabellenplatz und brachte es in jener Spielzeit auf 29 Einsätze und drei Tore sowie zwei Spiele im Brandenburgischen Landespokal. In der Folgesaison 2019/20, die aufgrund der grassierenden COVID-19-Pandemie ab dem 25. Spieltag einen Abbruch erfuhr, kam Schulz auf 22 Spieleinsätze und sieben Tore und wurde mit Union Fürstenwalde zum Zeitpunkt des Saisonabbruchs Vierter. Im Brandenburg-Pokal dieser Saison lief er in zwei Spielen auf und erzielte hierbei in der ersten Runde gegen den FC Stahl Brandenburg den 2:1-Siegtreffer. Pandemiebedingt konnte der Landespokal erst im August 2020 final beendet werden und die Mannschaft siegte im Endspiel, Schulz war zu diesem Zeitpunkt bereits bei Hansa Rostock unter Vertrag, gegen den SV Babelsberg 03 mit 2:1. Aufgrund seiner Einsätze im Landespokal jener Spielzeit zählte auch Schulz zu den Landespokalsiegern Brandenburgs 2020.
Zur Saison 2020/21 wagte Schulz den Sprung in den Profibereich und unterschrieb einen Kontrakt beim Drittligisten Hansa Rostock bis zum 30. Juni 2022. In Rostock debütierte er am 22. August 2020 im Finalspiel des Lübzer-Pils-Cups 2019/20 gegen den Torgelower FC Greif (3:0). Der Pokal wurde aufgrund der anhaltenden Corona-Pandemie erst ab August 2020 – und nicht wie ursprünglich geplant und vorgesehen im Mai 2020 – zu Ende gespielt. In diesem ersten Pflichtspiel für Hansa wurde er von Hansa-Trainer Jens Härtel in der 66. Minute eingewechselt und wurde nun auch Landespokalsieger Mecklenburg-Vorpommerns. Der erste Ligaspiel-Einsatz für Hansa Rostock erfolgte am 2. Spieltag beim Auswärtsspiel am 26. September 2020 gegen den 1. FC Saarbrücken, sein zweiter eine Woche später beim Heimspiel gegen den KFC Uerdingen 05. Im Kalenderjahr 2020 kamen nur noch zwei Einsätze in der Reservemannschaft der Rostocker in der Fußball-Oberliga Nordost und ein Einsatz im Landespokal hinzu, ehe er in der Rückrunde in drei weiteren Kurzeinsätzen mitwirken konnte. Um mehr Spielpraxis erlangen zu können, verlieh Hansa ihn Ende August 2021 an den brandenburgischen Viertligisten Energie Cottbus.
Unter Trainer Claus-Dieter Wollitz gab Schulz Ende August 2021 sein Debüt für Energie Cottbus in der Regionalliga Nordost. Bis er im Februar 2022 einen Außenbandriss im Sprunggelenk erlitt, lief er in 19 Ligapartien auf und stand zudem in drei Landespokalspielen, in denen er einen Treffer erzielte, auf dem Platz. Der Landespokal 2022 konnte schließlich gewonnen werden, was die Qualifikation für den DFB-Pokal der folgenden Saison bedeutete. In der Regionalliga platzierte sich Schulz mit dem Cottbusser Team hinter dem BFC Dynamo und Carl Zeiss Jena auf dem 3. Platz. Nach Ablauf der Saison endete die Leihe und Schulz kehrte nach Rostock zur dortigen Zweitvertretung zurück. Aufgrund einer Sprunggelenksverletzung kam er in der Oberliga-Saison 2022/23 erstmals Ende März 2023 zu einem Kurzeinsatz. Letztlich brachte er es auf neun Einsätze (ein Tor), wurde mit dem F.C. Hansa II Oberliga-Meister und stieg in die Regionalliga Nordost auf.  
Zur Saison 2023/24 schloss sich Schulz dem SV Babelsberg 03 an, fiel allerdings nach dem 1. Spieltag gegen den ZFC Meuselwitz (2:1) verletzungsbedingt bis Ende Februar 2024 aus. Ab April 2024 konnte er abermals aus gesundheitlichen Gründen nicht spielen.

## Erfolge
FSV Union Fürstenwalde
- Landespokalsieger Brandenburg: 2020

F.C. Hansa Rostock
- Landespokalsieger Mecklenburg-Vorpommern: 2020[6]
- Aufstieg in die 2. Bundesliga: 2021

F.C. Hansa Rostock II
- Meister in der Oberliga Nordost: 2023
- Aufstieg in die Regionalliga Nordost: 2023

Energie Cottbus
- Landespokalsieger Brandenburg: 2022

## Persönliches
Gian Luca Schulz ist der jüngere Bruder des früheren Nationalspielers Nico Schulz.